# 享禄
享禄（、旧字体：享祿）は、日本の元号の一つ。大永の後、天文の前。1528年から1532年までの期間を指す。この時代の天皇は後奈良天皇。室町幕府将軍は足利義晴。

## 改元
- 大永8年8月20日（ユリウス暦1528年9月3日） 後奈良天皇即位のため改元
- 享禄5年7月29日（ユリウス暦1532年8月29日） 天文に改元

## 享禄期におきた出来事
- 元年（1528年）- 薬師寺西搭焼失
- 4年6月4日（1531年7月17日）- 大物崩れ。管領・細川高国、大敗の末に逃亡するも捕縛さる。4日後には自害させられる。
- 5年6月20日（1532年7月22日） - 一向一揆による和泉顕本寺への焼き打ち。三好元長は自刃。足利義維は阿波平島へ逃亡（堺公方の消滅）。

### 出生
- 元年（1528年） - 於大の方。徳川家康の生母（慶長7年死去）
- 2年（1529年） - 宇喜多直家。戦国大名、宇喜多秀家の父（天正9年死去）
- 3年1月3日（1530年1月31日） - 大友義鎮、戦国大名（天正15年死去）
- 3年1月21日（1530年2月18日） - 上杉謙信。武将、関東管領（天正6年死去）
- 3年（1530年） - 吉川元春。武将、毛利元就の次男（天正14年死去）

### 死去
- 3年7月9日（1530年8月2日） - 狩野正信。絵師（永享6年出生）
- 4年6月8日（1531年7月21日） - 細川高国。武将、室町幕府管領（文明16年出生）
- 4年7月27日（1531年9月8日） - 松平信忠。武将、松平清康の父で、徳川家康の曾祖父（文明18年出生）
- 5年6月17日（1532年7月19日） - 畠山義堯。武将、河内国守護（生年不詳）
- 5年6月20日（1532年7月22日） - 三好元長。武将（文亀元年出生）

## 西暦との対照表
※は小の月を示す。
| 享禄元年（戊子） | 一月※     | 二月  | 三月※ | 四月※ | 五月  | 六月    | 七月※ | 八月  | 九月  | 閏九月※ | 十月   | 十一月※ | 十二月    |
| ---------------- | --------- | ----- | ----- | ----- | ----- | ------- | ----- | ----- | ----- | ------- | ------ | ------- | --------- |
| ユリウス暦       | 1528/1/22 | 2/20  | 3/21  | 4/19  | 5/18  | 6/17    | 7/17  | 8/15  | 9/14  | 10/14   | 11/12  | 12/12   | 1529/1/10 |
| 享禄二年（己丑） | 一月※     | 二月  | 三月※ | 四月※ | 五月  | 六月※   | 七月  | 八月  | 九月※ | 十月    | 十一月 | 十二月※ |           |
| ユリウス暦       | 1529/2/9  | 3/10  | 4/9   | 5/8   | 6/6   | 7/6     | 8/4   | 9/3   | 10/3  | 11/1    | 12/1   | 12/31   |           |
| 享禄三年（庚寅） | 一月      | 二月※ | 三月  | 四月※ | 五月※ | 六月    | 七月※ | 八月  | 九月※ | 十月    | 十一月 | 十二月  |           |
| ユリウス暦       | 1530/1/29 | 2/28  | 3/29  | 4/28  | 5/27  | 6/25    | 7/25  | 8/23  | 9/22  | 10/21   | 11/20  | 12/20   |           |
| 享禄四年（辛卯） | 一月※     | 二月  | 三月※ | 四月  | 五月※ | 閏五月※ | 六月  | 七月※ | 八月  | 九月※   | 十月   | 十一月  | 十二月※   |
| ユリウス暦       | 1531/1/19 | 2/17  | 3/19  | 4/17  | 5/17  | 6/15    | 7/14  | 8/13  | 9/11  | 10/11   | 11/9   | 12/9    | 1532/1/8  |
| 享禄五年（壬辰） | 一月      | 二月  | 三月※ | 四月  | 五月※ | 六月※   | 七月  | 八月※ | 九月※ | 十月    | 十一月 | 十二月※ |           |
| ユリウス暦       | 1532/2/6  | 3/7   | 4/6   | 5/5   | 6/4   | 7/3     | 8/1   | 8/31  | 9/29  | 10/28   | 11/27  | 12/27   |           |